# Tahsin Taha

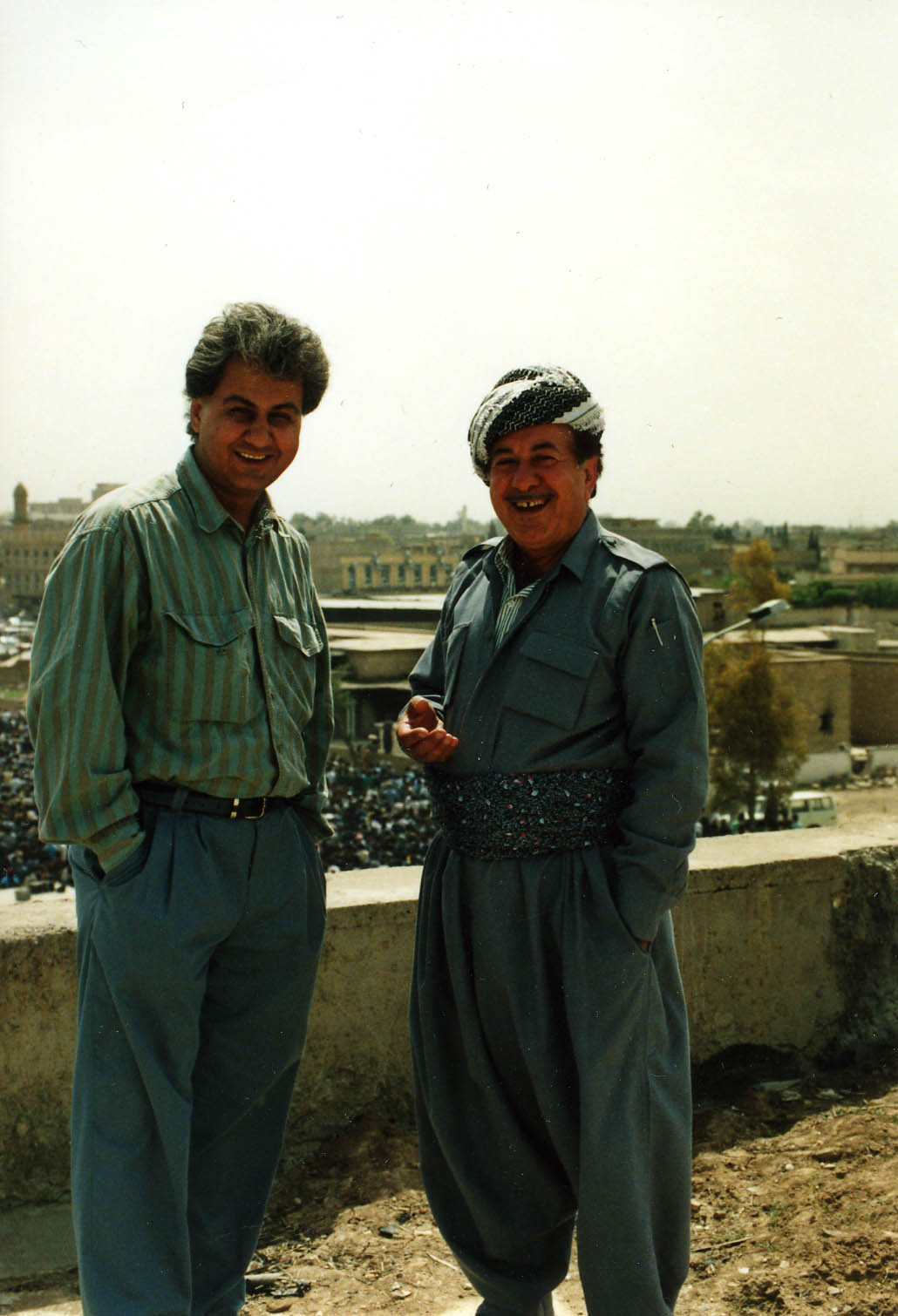
Tahsin Taha (rechts) mit seinem jüngsten Bruder Dimokrat Taha

Tahsin Taha auch Tehsîn Taha (* 25. September 1941 in Amediye; † 28. Mai 1995 in den Niederlanden) gehörte zu den bekanntesten kurdischen Sängern. Er stammt aus einer Nebenlinie des kurdischen Fürstengeschlechts der Badinan. 
Zur Musik gelangte er durch seinen Vater Taha Mohammed, der ein Lehrer war; als Kind liebte er besonders die Lieder des kurdischen Volkssängers Mohammed Arif Ceziri (im Irak bekannter als Mohammed Arif Cizrawi). Bedingt durch den Beruf seines Vaters zog seine Familie mehrmals um. Das Gymnasium beendete Tahsin Taha in Mosul.
Erstmals wurden seine Lieder 1958 in Bagdads offiziellem Radiosender ausgestrahlt. 1960 arbeitete er als Gesangslehrer am Theater. Am 11. September 1961 verließ er Bagdad Richtung Zaxo, um sich Mustafa Barzanis Aufstand anzuschließen. 1963 wurde er verhaftet, weil er an einer kurdischen Studentendemonstration teilgenommen hatte. 1964 kam er aus dem Gefängnis. Er lebte danach mehrere Jahre in seiner Heimatstadt Amediye. 1970 kehrte er nach einem Friedensschluss zwischen der Regierung und Kurden nach Bagdad zurück und heiratete 1974. Er war Vater von vier Söhnen.
Am 13. März 1994 reiste er in die Niederlande, um an den Newrozfeierlichkeiten teilzunehmen. Am 28. Mai 1995 verstarb er kurz vor einer geplanten Herzoperation an einem Herzinfarkt. Er ist in seiner Heimatstadt Amediye im kurdischen Teil des Irak begraben.
Seine Lieder werden noch heute hoch geschätzt; einige zählen zu den wichtigsten der kurdischen Volksmusik.
| Personendaten    | Personendaten      |
| ---------------- | ------------------ |
| NAME             | Taha, Tahsin       |
| ALTERNATIVNAMEN  | Taha, Tehsîn       |
| KURZBESCHREIBUNG | kurdischer Sänger  |
| GEBURTSDATUM     | 25. September 1941 |
| GEBURTSORT       | Amediye            |
| STERBEDATUM      | 28. Mai 1995       |
| STERBEORT        | Niederlande        |